# Rechtvaardige onder de Volkeren

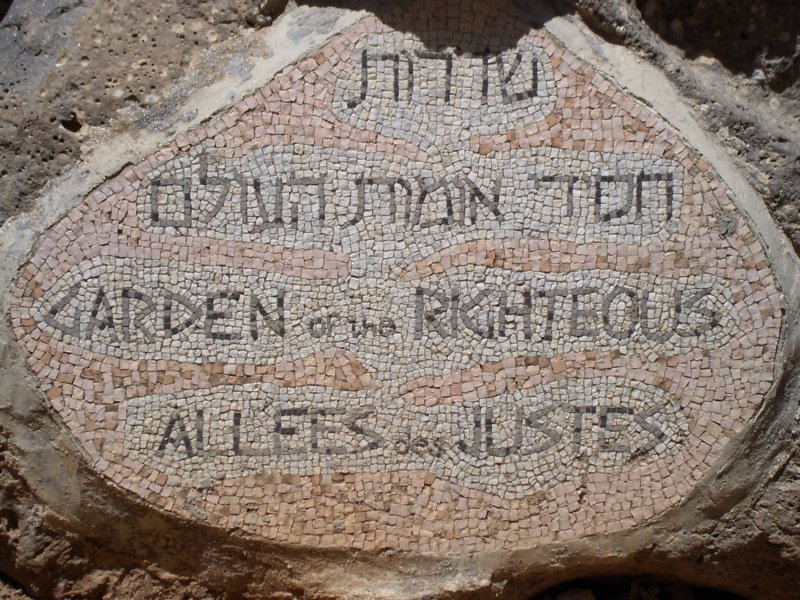
Wegwijzer naar de tuin van de 'Rechtvaardigen onder de Volkeren'

Rechtvaardige onder de Volkeren (Hebreeuws:חסיד אומות העולם, Chassid Umot ha-Olam) is een uit de Talmoed afkomstige eretitel die door Israël wordt gegeven aan gojim (niet-Joden) die Joden ten tijde van de Holocaust hebben helpen onderduiken, ontkomen en overleven. De toekenning gebeurt door de leiding van Yad Vashem, de plaats waar het Joodse volk de slachtoffers van de door Adolf Hitler georganiseerde massamoord op de Joden herdenkt.
Men noemt de titel ook wel Yad Vashem-onderscheiding voor hulp aan Joden. De decorandus ontvangt een medaille en een oorkonde met de vermelding van zijn of haar naam. Verder wordt deze naam in Jeruzalem in een muur gebeiteld, in een park gewijd aan de "Rechtvaardige onder de Volkeren".

## Geschiedenis
Tussen 1953 en 2020 werden over de hele wereld meer dan 27.712 mensen uit 51 landen als 'Rechtvaardige' door Yad Vashem erkend, waaronder 5.851 Nederlanders en 1.767 Belgen. Na Polen (7.112 onderscheidingen) is Nederland daarmee het land met de meeste onderscheidingen. Nederland laat desondanks ook het grootste sterftepercentage zien binnen de Joodse gemeenschap in West-Europa. Niet meer dan zesentwintig procent van de Nederlandse Joden overleefde de Holocaust. Nog steeds worden mensen genomineerd om als 'Rechtvaardige' te worden onderscheiden.
In enkele gevallen is de onderscheiding collectief toegekend aan groepen. Bekend zijn onder andere het gehele Deense verzet, het Drentse dorp Nieuwlande en het Franse Le Chambon-sur-Lignon. Verder is de onderscheiding alleen aan individuele personen toegekend. Bekende 'Rechtvaardigen onder de Volkeren' waren paus Johannes XXIII, koningin Elisabeth van België, prinses in Beieren, prinses Alice van Battenberg, de Zweedse diplomaat Raoul Wallenberg, de Duitse legerofficier Wilm Hosenfeld, de Italiaanse kardinaal Elia Dalla Costa en de Sudeten-Duitse industrieel Oskar Schindler.

## België
1.731 onderscheidingen, onder wie:
- Joseph André: onderpastoor in Namen, redde talrijke joodse kinderen, inspireerde Eric-Emmanuel Schmitt voor zijn roman L'enfant de Noé.[6]
- Annaert, Petrus & Isabella: onderdak aan Marie Zelieznikas.[7]
- Caroline Van Belle: moeder-overste van het klooster Sint-Antonius te Sint-Pieters-Leeuw verborg een veertigtal joodse kinderen
- Chantraine, Germaine: verstopte soms tot 15 joden in haar huis te St-Pieters-Woluwe.[8]
- Eugène Cougnet: verstopte tientallen joden in zijn kostschool te Heide (Kalmthout), later in het kasteel van Bassines bij Méan (Havelange).[9]
- Jean & Leonie De Winne, en dochter Mariette: onderdak aan Marie Zelieznikas.[10]
- Jeanne Daman-Scaglione: als hoofd van de school "Nos petits" hielp ze duizenden kinderen onderduiken, begeleidde ze naar hun schuilplaatsen, hielp volwassen vrouwen aan valse papieren en werk als huismeid, en verzamelde inlichtingen over de Duitsers. Haar latere echtgenoot, de literatuur professor Aldo Scaglione vernoemt de "The Aldo and Jeanne Scaglione Prize for Comparative Literary Studies" als eerbetoon naar zijn echtgenote.[11]
- Louis-Joseph Kerkhofs, bisschop van Luik: zette zelf in zijn bisdom onderduiknetwerk voor vervolgde joden op vanaf 1942.
- Robert Maistriau: stopte het transport XX met 2 kompanen waardoor joden konden ontsnappen.[12]
- Yvonne Nèvejean: was directrice van Nationaal werk voor Kinderwelzijn tijdens WOII en een Belgische verzetsstrijder. Zij was een van de leiders van een organisatie die hielp bij het verbergen van Joodse kinderen in nazi-bezet België tijdens de Tweede Wereldoorlog. Ze speelde een rol bij het verbergen van ongeveer 4.000 kinderen, velen bij katholieke gezinnen en instellingen.[13]
- Henri Reynders (Dom Bruno), benedictijn: bouwde vanuit de abdij Keizersberg in Leuven een ondergronds netwerk uit en droeg zo bij tot de redding van bijna 400 joodse kinderen.[14]
- Julia Schuyten en haar man Klaas Sluys: onderduikgevers aan verschillende joden in Boechout en omstreken
- Philomène Smeers, (Zuster Marie-Véronique): verborg Joodse studentes Simone Suzanne Berman en Ilse Frumer in het klooster.[15]
- Suzanne Spaak: organiseerde een netwerk dat honderden Joodse kinderen van gedeporteerden behoedde voor de gaskamers.
- Armand Thiéry (priester en emeritus hoogleraar experimentele psychologie Katholieke Universiteit Leuven) te Heverlee-Leuven: vrijlating joodse vrouw Grunia Schicharewitch uit Dossinkazerne in 1944 en onderduikhulp aan andere joden.[16]
- Wallraf Alphonse en echtgenote Schildermans Elisabet: verborgen het Joodse gezin van Abraham Friedman in hun woning te Neerpelt in de loop van 1943. De onderscheiding werd hun toegekend op 5 maart 2013 in het Egmontpaleis in Brussel door de heer Shimon Perez.
- Frans Lemmens: Antwerpse kapper en grootvader van Ruud de Ridder. Verstopte 3 joodse kinderen in zijn huis.

## Nederland
5.595 onderscheidingen, onder wie:

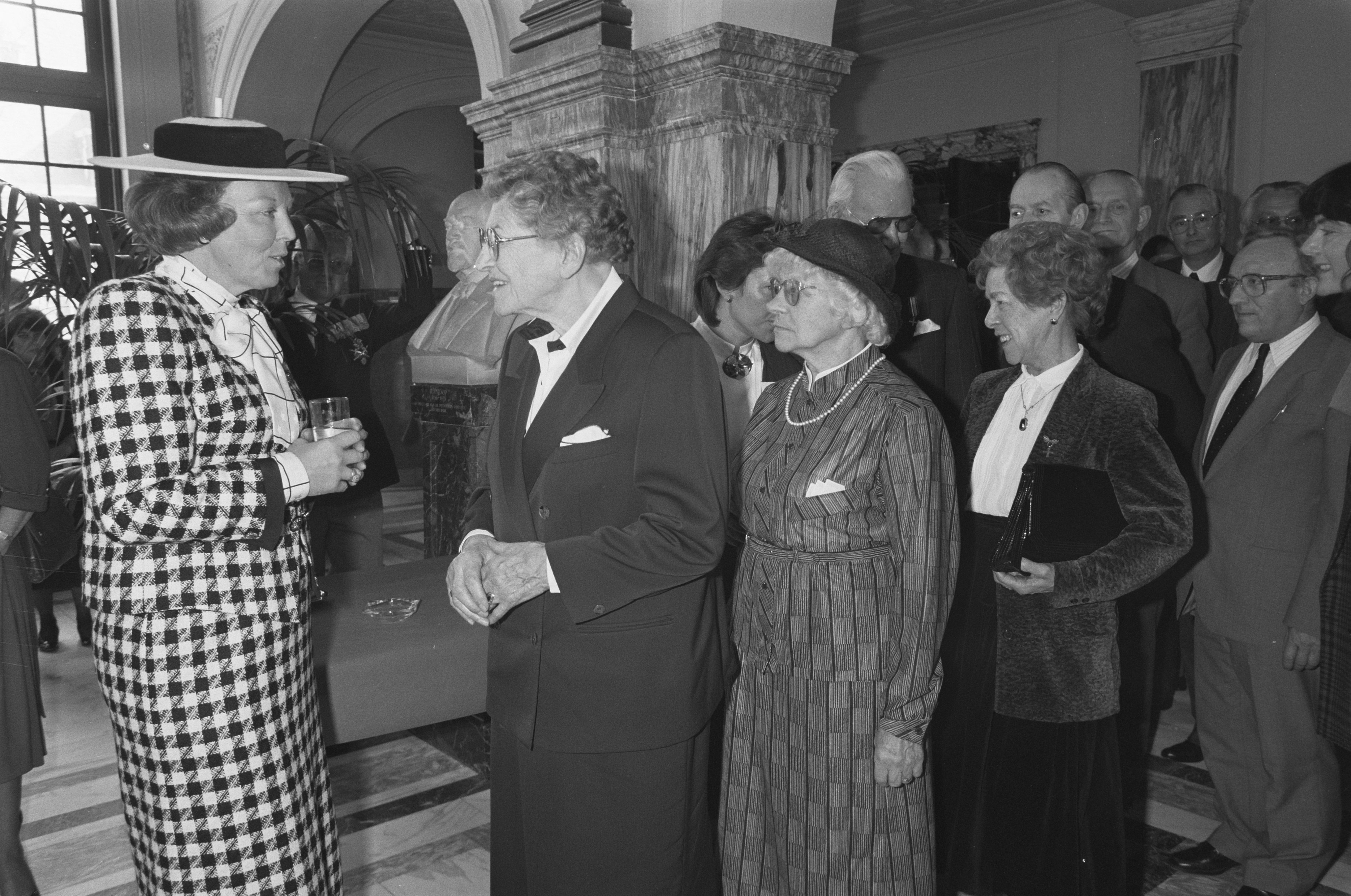
Koningin Beatrix bij de uitreiking (1988) Rechtvaardige onder de Volkeren

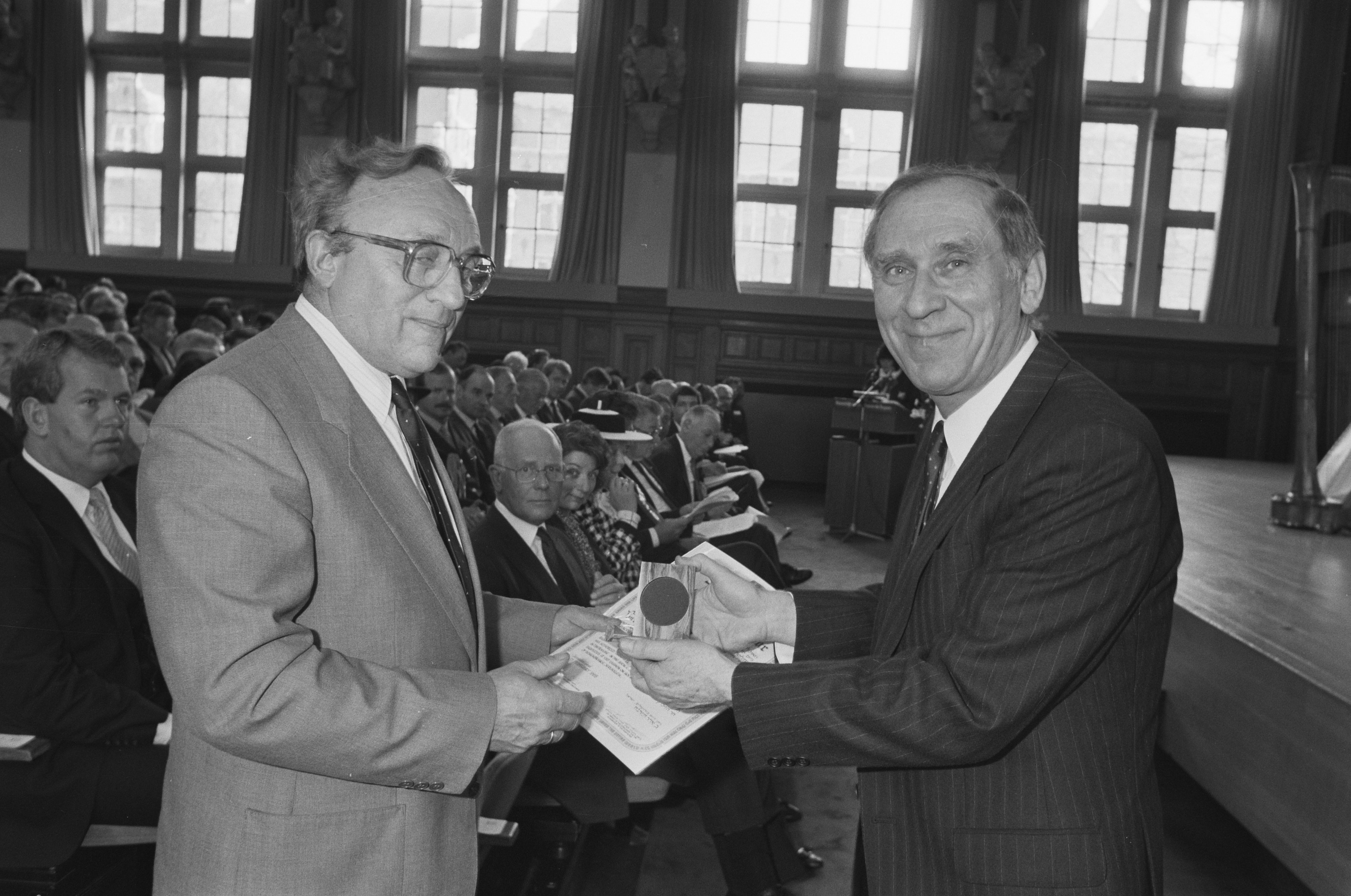
Rechtvaardige onder de Volkeren -Ceremonie (1988)

- Bob van Amerongen: medeoprichter PP-groep.
- Annie Bartels-Striethorst: verborg Joodse onderduikers, overleden Ravensbrück
- Els Bartels: heeft de naam van een Joodse onderduikster niet prijsgegeven, waardoor haar moeder niet vrijkwam en later overleden is.
- Aad en Bep Binkhorst: gaven onderdak aan Joodse onderduikers
- Tine Boeke-Kramer: bracht Joodse kinderen naar onderduikadressen
- Harmke de Boer-Baltjes: gaf onderdak aan Joodse onderduikers.
- Zus Boerma-Derksen: verleende hulp aan onderduikers.
- Corrie, Casper en Betsie ten Boom: ontvingen en herbergden thuis Joodse onderduikers.
- Alida Bosshardt: evangelist en hulpverlener van het Leger des Heils.
- Iet van Dijk: veldwerker van de Amsterdamse Studenten Groep
- Grietje Doele-Bokma en haar man Halbe Sikkes Doele: lieten twee Joodse kinderen onderduiken.
- Hein Fiedeldij Dop: hielp tussen de honderd en tweehonderd kinderen onderduiken.
- Willem en Hindertje Drenth: verborgen dertien Joodse onderduikers in hun huis
- William Arnold Egger: redde verscheidene Joodse burgers en is de enige (Nederlandse) Surinamer die (postuum in 2014) de Yad Vashem-onderscheiding ontving.
- Arie de Froe: hielp Sefardische Joden aan vervolging te ontkomen.
- Gijsberta van Garderen en haar man Dirk: verborgen Joodse onderduikers en brachten hen naar onderduikadressen.
- Kiky Gerritsen-Heinsius: verborg Joodse onderduikers.
- Miep Gies: hielp de familie Frank in het Achterhuis.[18]
- Liesbeth Hermsen: verborg zes Joodse vrouwen in haar rusthuis.
- Johan van Hulst: redde ruim zeshonderd Joodse baby's en jonge kinderen uit de crèche van de Hollandsche Schouwburg.
- Kiky Heinsius: verborg Joodse onderduikers.
- Erika Heymann: bood onderdak aan Joodse onderduikers.
- Frits Iordens: stak in 1942 de namenregisters van alle Utrechtse studenten in brand, bracht piloten in veiligheid en was actief voor het Utrechts Kindercomité.
- Johannes de Jong, kardinaal en aartsbisschop van Utrecht: verzette zich als hoogste Rooms-Katholieke geestelijke in Nederland openlijk tegen de nazi's.
- Cornelius Ubbo Ariëns Kappers: gaf verklaringen af dat Sefardische Joden niet tot het Joodse "ras" behoorden, waarmee hij hen redde van vervolging.
- Willem Kolff en zijn ex-vrouw Janke: voor het bieden van onderdak aan Joden.
- Nino Kotting: hielp Sefardische Joden aan vervolging te ontkomen door documenten te vervalsen.
- Eltien en Neeltje Krijthe: verborgen Joodse onderduikers.
- Cilia Loots: verborg elf Joodse kinderen in haar schooltje.
- Geert Lubberhuizen: lid van het Utrechts Kindercomité.
- Geke Linker: smokkelde Joodse kinderen naar onderduikadressen.
- Anne Maclaine Pont was actief in het Utrechts Kindercomité.
- Gezina van der Molen: smokkelde tijdens de oorlog Joodse kinderen uit weeshuizen naar veiligheid.
- Nieuwlande: het Drentse dorp bood massaal hulp aan Joodse onderduikers.
- Martien Nijgh: hielp Joden aan vervolging te ontkomen door documenten te vervalsen.
- Ru Paré: verzorgde voor Joodse kinderen onderduikgezinnen.
- Frits Philips: beschermde zijn Joodse werknemers tijdens de Tweede Wereldoorlog.
- Govardus Pinxteren en zijn vrouw Elisabeth Pinxteren-Roosendaal: hielp Joodse gezinnen onderduiken en zorgde voor valse papieren en levensmiddelkaarten.
- Marinus Post: bood onderdak aan Joodse onderduikers.
- Jaap van Proosdij: hielp Sefardische Joden aan vervolging te ontkomen door documenten te vervalsen.
- Aart Roelofsen: bood onderdak aan Joodse onderduikers.
- Mina Roelofsen: bood onderdak aan Joodse onderduikers.
- Binne Roorda: verborg acht Joodse onderduikers op zijn bovenwoning.
- Chiel Salomé: hielp Joodse onderduikers.
- Simon (Siem) Schoon[19] en Geessien Noorlag: bood samen onderdak aan Joodse onderduikers in hun woning in Vries.
- Pieter Schoorl: ontving en herbergde Joodse onderduikers.
- Frits Slomp: organisator van de hulp aan onderduikers.
- Gisela Söhnlein: smokkelde Joodse kinderen naar onderduikadressen.
- Ankie Stork: smokkelde Joodse kinderen naar onderduikadressen.
- Hetty Voûte: smokkelde Joodse kinderen naar onderduikadressen.
- Helena van Weering-Mulder: was de spil in een groot onderduiknetwerk in de regio Gooise Meren.
- Tineke Wibaut-Guilonard: regelde onderduikadressen, bonkaarten en valse persoonsbewijzen voor Joodse schoolgenoten.
- Geertruida Wijsmuller-Meijer (Tante Truus): redde de levens van meer dan 10.000 Joodse kinderen.
- Willem Witjens: bood onderdak aan Joodse onderduikers.
- Wouter van Zeytveld was een van de kerngroepleden van de Amsterdamse Studenten Groep
- Jan Zwartendijk: hielp in 1940 als Nederlandse diplomaat in Kaunas honderden Joden vluchten naar Curaçao.